# Neoserica puncticeps
Neoserica puncticeps är en skalbaggsart som beskrevs av Moser 1913. Neoserica puncticeps ingår i släktet Neoserica och familjen Melolonthidae. Inga underarter finns listade i Catalogue of Life.